# Tuvalu ved OL
Tuvalu deltog første gang i olympiske lege under Sommer-OL 2008 i Beijing. De har aldrig deltaget i vinterlege. Tuvalu har aldrig vundet nogen medalje.

## Medaljeoversigt
| Tuvalus medaljer under de olympiske sommerlege | Tuvalus medaljer under de olympiske sommerlege | Tuvalus medaljer under de olympiske sommerlege | Tuvalus medaljer under de olympiske sommerlege | Tuvalus medaljer under de olympiske sommerlege | Tuvalus medaljer under de olympiske sommerlege |
| ---------------------------------------------- | ---------------------------------------------- | ---------------------------------------------- | ---------------------------------------------- | ---------------------------------------------- | ---------------------------------------------- |
| Lege                                           | Guld                                           | Sølv                                           | Bronze                                         | Totalt                                         | Rang                                           |
| 2008 Beijing                                   | 0                                              | 0                                              | 0                                              | 0                                              | –                                              |
| 2012 London                                    | 0                                              | 0                                              | 0                                              | 0                                              | –                                              |
| 2016 Rio de Janeiro                            | 0                                              | 0                                              | 0                                              | 0                                              | –                                              |
| 2020 Tokyo                                     | 0                                              | 0                                              | 0                                              | 0                                              | –                                              |
| Totalt                                         | 0                                              | 0                                              | 0                                              | 0                                              |                                                |